# Рам, Раджив
Раджив Рам (англ. Rajeev Ram; род. 18 марта 1984, Денвер) — американский теннисист. Шестикратный победитель турниров Большого шлема в парном разряде (четыре в мужском и два в смешанном); двукратный серебряный призёр Олимпийских игр: 2016 года в смешанном парном разряде и 2024 года в парном разряде; двукратный победитель Итогового турнира ATP (2022, 2023) в парном разряде; победитель 33 турниров АТР (из них два в одиночном разряде); бывшая первая ракетка мира в парном разряде.

## Общая информация
Отец Раджива — Рагхав (умер в апреле 2019 года); мать — Сушма. Его родители из Бангалора (Индия). Женат с 5 марта 2016 года на девушке по имени Зайнаб.
Начал играть в теннис в возрасте четырёх лет. Любимое покрытие — трава. В детстве восхищался игрой Пита Сампраса и Бориса Беккера.
Имеет прозвище производное от Сампраса и своей фамилии — «Рампрас» (Rampras).

## Спортивная карьера

### Начало карьеры
Начал играть в теннис в четырёхлетнем возрасте. Трижды выигрывал национальные юниорские первенства США в разных возрастных категориях в одиночном разряде и семь раз в парах. В августе 2001 года 17-летний Рам получил приглашение сыграть в парной сетке турнира в Индианаполисе совместно с Робби Джинепри, таким образом, дебютировав в ATP-туре. Через две недели ему предоставили возможность сыграть и на первом взрослом турнире серии Большого шлема — Открытом чемпионате США, где он сыграл также в парах.
Выступая на юниорском уровне, в 2002 году дошёл до финала Уимблдонского турнира среди юношей в парном разряде (с Брайаном Бейкером). В том же году выиграл свой первый профессиональный турнир серии «фьючерс» в парном разряде (в Коста-Меса), а через две недели и в одиночном (в Лагуна-Нигел). На следующий год, во время учёбы в Иллинойском университете завоевал с командой университета первое место в студенческом (NCAA) чемпионате США и Канады, а также чемпионский титул в парном разряде (с Брайаном Уилсоном).
В 2003 году Рам выиграл первый матч в основном туре на турнире в Индианаполисе. В августе 2004 года Рам в паре с Бейкером выиграл в Денвере и Шампейне свои первые титулы уровня «челленджер». Между этими победами он совершил дебют в основной сетке одиночного Большого шлема — на Открытом чемпионате США. В августе 2005 года с Бобби Рейнольдсом вышел в финал турнира АТР в Нью-Хейвене, поднявшись на 104-е место в рейтинге среди теннисистов, выступающих в парном разряде.
На следующий год Рам продолжал выступать в основном в «челленджерах», оставаясь среди игроков второй сотни как в одиночном, так и в парном разряде. В июне 2007 года после ряда побед на парных «челленджерах» удалось войти в топ-100 парного рейтинга. Пройдя через квалификационной отбор на Уимблдонский турнир, он с израильтянином Харэлем Леви дошёл до четвертьфинала в соревновании пар, где их остановили Арно Клеман и Микаэль Льодра. Этот успех поднял его в рейтинге до 70-го места.

### 2008—2013 (первые титулы в туре)

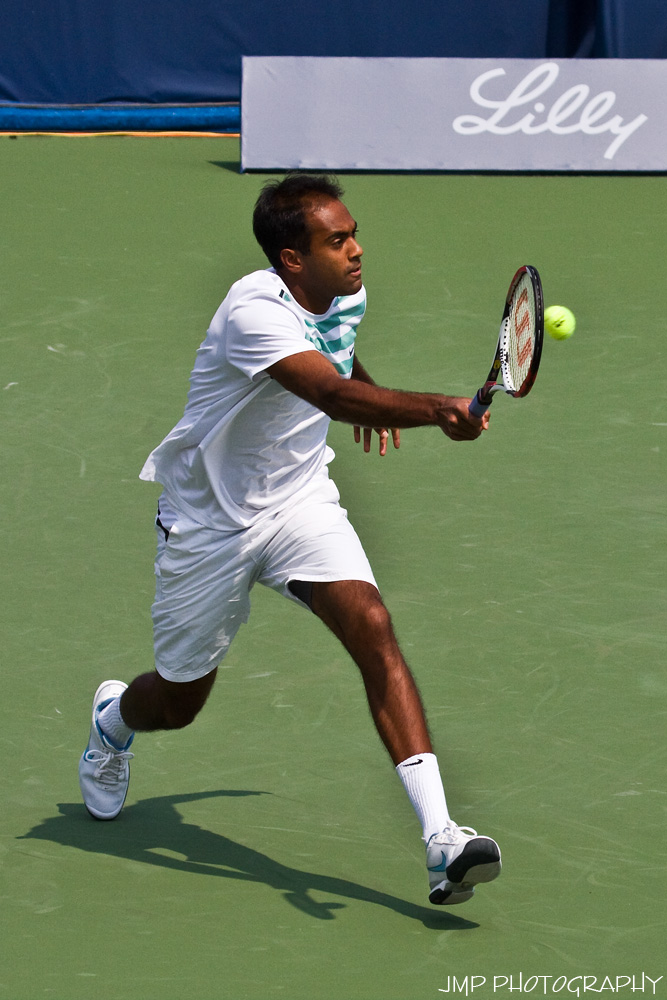
Рам на турнире в Индианаполисе 2009 года

В июле 2008 года Рам выиграл свой первый «челенджер» в одиночном разряде на соревновании в Уиннетке (США). В парах, после выхода в третий круг Открытого чемпионата Австралии, где его партнёром был Рохан Бопанна из Индии, он впервые вошёл в число 50 лучших теннисистов в парном разряде. На Открытом чемпионате Франции он тоже дошёл до третьего круга со своим постоянным партнёром Рейнольдсом.
В 2009 году в карьере Рама наступил прорыв. В начале сезона он выиграл дебютный титул в АТР-туре, победив в парном разряде на турнире в Ченнаи в команде с Эриком Бутораком. В июле на турнире в Ньюпорте ему удался победный дубль. Рам выиграл первый одиночный титул в туре, начав турнир с квалификации и выиграв шесть матчей подряд. В финале он победил Сэма Куэрри, (первую ракетку турнира) со счётом 6:7, 7:5, 6:3. Парный титул ему достался в дуэте с Джорданом Керром из Австралии. В октябре Рам выиграл ещё один парный титул в туре — в Бангкоке в паре с Бутораком, а также впервые поднялся в первую сотню мирового одиночного рейтинга. В ноябре Рам взял «челенджер» в Ахене (Германия). За 2009 год он выиграл три турнира АТР-тура в парном разряде и один — в одиночном, закончив сезон среди ста лучших игроков в одиночном разряде и в топ-50 в парах.
В 2010 году на Открытом чемпионате Австралии Раму удалось повторить свой лучший результат на турнирах Большого шлема: с Эриком Бутораком победили во втором круге посеянную пару из Польши Матковский и Фирстенберг и дошли до четвертьфинала, где на их пути встала первая пара мира, будущие победители турнира Боб и Майк Брайаны. После этого Рам поднялся до 33-го места в парном рейтинге, высшего в карьере на тот момент. В феврале уже в одиночках получилось выйти в четвертьфинал турнира в Йоханнесбурге. Далее одиночный результаты пошли на спад и в июле он потерял место в топ-100. В июле на турнире в Атланте Рам выиграл свой четвёртый парный титул АТР, одержав эту победу со Скоттом Липски.
Рам вместе с Липски выиграл свои пятый и шестой титулы в парном разряде, в феврале 2011 года на турнирах в Сан-Хосе и Делрей-Бич, а в мае они дошли до четвертьфинала Открытого чемпионата Франции. В июле, пробившись через квалификацию на турнире в Атланте, Рам смог обыграть Ллейтона Хьюитта и выйти в четвертьфинал. В концовке сезона он взял два одиночных «челленджера» (в Эккентале и Ортезеи). За 2011 год на его счету было также две победы в парных «челленджерах» с (Липски и Рейнольдсом).
На Открытом чемпионате Австралии Рам с Липски вышли в четвертьфинал в парах после победы над Роханом Бопанной и Махешем Бхупати. На Уимблдоне их пара также смогла выйти в 1/4 финала. В июле в одиночках Рам оформил выход в полуфинал в Ньюпорте. Такого же результата он достиг на турнире в Лос-Анджелесе и вернул себе место в топ-100 одиночного рейтинга, однако к концу года вновь его потерял. В октябре на турнире в Санкт-Петербурге в паре с Ненадом Зимоничем был выигран единственный в сезоне титул.
Следующий год сложился невыразительно: хотя Рам сохранил место в первой сотне парного рейтинга АТР, его лучшими результатами в туре были полуфиналы турниров в Дубае и Куала-Лумпуре и первый в карьере выход в третий круг Открытого чемпионата США (в паре с Брайаном Бейкером. Кроме того, с индийцем Пракашем Амритраджем он выиграл «челленджер» в Йоханнесбурге, а в одиночном разряде — турнир этого же уровня в Риу-Кенти (Бразилия). В одиночном разряде на Больших шлемах Рам выиграл в 2013 году первые матчи в основной сетке, пробившись во второй раунд на трёх турнирах серии.

### 2014—2017 (второй одиночный титул в туре, серебро Олимпиады в миксте и завершение одиночной карьеры)

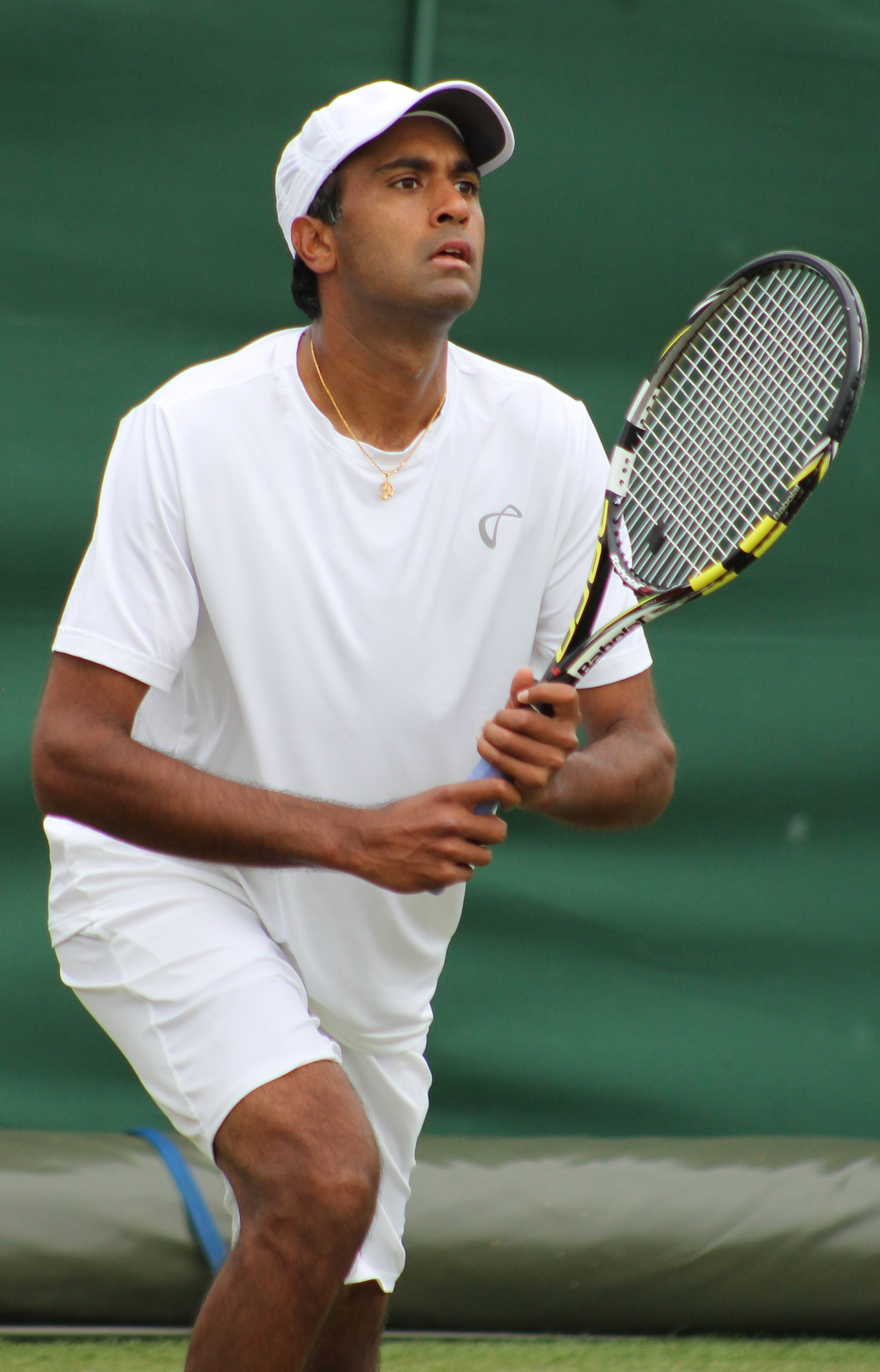
Рам на Уимблдоне 2014 года

В апреле 2014 года Рам выиграл «челленджер» в Мексике и это стало лучшим результатом в одиночках в сезоне. В парном разряде в июле удалось выйти в финал на траве в Ньюпорте совместно с Йонатаном Эрлихом, а в начале августа они добрались до полуфинала вашингтонского турнира категории АТР 500, по пути обыграв прошлогодних уимблдонских финалистов Ивана Додига и Марсело Мело. Лучшим выступлением в сезоне стал выход в полуфинал Открытого чемпионата США с партнёром Скоттом Липски, победив по ходу одну из первых посеянных пар Ненад Зимонич и Даниэль Нестор и проиграв лишь сильнейшей паре мира — братьям Брайанам. Эти результаты помогли Раму окончить сезон на непосредственных подступах к топ-50 парного рейтинга АТР.
В апреле 2015 года был выигран одиночный «челленджер» в Мексике. В июне в парном разряде впервые с 2012 года удалось выиграть титул в Мировом туре, взяв его на турнире класса ATP 500 в Халле, где с ним играл южноафриканец Равен Класен. В полуфинале они обыграли одну из сильнейших пар мира Жан-Жюльен Ройер и Хория Текэу. В июле Рам выиграл второй в карьере одиночный титул в туре и вновь на турнире в Ньюпорте, нанеся поражение в финале Иво Карловича — 7:6, 5:7, 7:6. Это позволило ему впервые с 2009 года подняться и окончить год в первой сотне одиночного рейтинга АТР. Также в июле Раму удалось впервые с 2010 года улучшить показатель в парном рейтинге АТР, поднявшись в нём на 30-ю строчку. До конца года Класен и Рам дошли вместе до финала в Куала-Лумпуре, обеспечив Раму финиш в парном разряде в сезоне — на 36-м месте в рейтинге.
В 2016 году Рам продолжал продвигаться в рейтинге как в одиночном, так и в парном разряде. На Открытом чемпионате Австралии в первом раунде Рам смог в первом раунде (на отказе соперника) пройти № 12 в мире на тот момент Кевина Андерсона. В парном разряде с Класеном успех был более значимым — они вышли в четвертьфинал после победы над третьей парой мира — братьями Брайанами. В Делрей-Бич в феврале Рам обыграл 20-ю ракетку мира Бернарда Томича и 28-ю ракетку мира Григора Димитрова по пути в третий за карьеру финал турнира АТР в одиночном разряде. После этого, в середине апреля, он достиг лучшего в карьере 56-го места в одиночном рейтинге АТР, но в дальнейшем не удержался на занятых позициях. В марте Класен и Рам на турнире серии Мастерс в Майами уже в первом круге переиграли Джейми Маррея и Бруно Соареса и дошли до финала — первого на этом уровне для Рама, где проиграли французскому дуэту Николя Маю и Пьер-Юг Эрбер. В мае Равен и Раджив вышли ещё в один финал на грунтовом турнире в Женеве.
В июне 2016 года Рам и Класен во второй раз подряд победили в Халле, а затем пробились в полуфинал на Уимблдонском турнире, снова обыграв по пути Брайанов. Значительного успеха Рам достиг на Олимпийских играх в Рио-де-Жанейро. До этого, не имея особых успехов в миксте, он сыграл вместе с известной теннисисткой Винус Уильямс и они завоевали серебряную медаль, проиграв в финале ещё одной американской паре Бетани Маттек-Сандс-Джек Сок. В мужских парах на Олимпиаде Рам сыграл с Брайаном Бейкером, однако они не смогли пройти дальше второго раунда. К Открытому чемпионату США Рам подошёл в ранге 20-й ракетки мира. Здесь он также успешно сыграл в миксте, где с Коко Вандевеге были посеяны седьмыми и дошли до финала, проиграв паре Лаура Зигемунд и Мате Павич.
Осенью Класен и Рам стали победителями турнира в Чэнду. На турнире в Токио они смогли выйти в финал. Эти результаты обеспечили им участие в итоговом турнире года. Там Рам и Класен одержали две победы на групповом этапе, в том числе над первой парой мира Николя Маю и Пьер-Юг Эрбер, а в полуфинале победили Маррея и Соареса — вторую пару мира. Только в финале их остановили Хенри Континен и Джон Пирс. После этого успеха Рам достиг в парном рейтинге 14-го места.
В 2017 году Рам сделал последние попытки добиться результатов в одиночном разряде, показав лучший результат на турнире АТР в Кито, где прошёл в четвертьфинал. В июле он завершил одиночную карьеру и сконцентрировался полностью на играх в парном разряде. Бо́льшую часть сезона он вновь сыграл в паре с Класеном. В феврале они выиграли зальный турнир в Делрей-Бич, а в марте Мастерс в Индиан-Уэлс (первый титул этого уровня в карьере американца). После этого Рам достиг в парном рейтинге АТР 11-го места — высшего в карьере. На Ролан Гаррос Рам сыграл в полуфинале в миксте в партнёрстве с Кейси Деллакква из Австралии. За остаток сезона он ещё трижды играл в финалах турниров АТР с тремя разными партнёрами, одержав ещё две победы (в июле в Ньюпорте с Куреши и в октябре в Шэньчжэне с Пейей), но в отсутствие крупных успехов в турнирах Большого шлема окончил сезон на более низком месте, чем за год до этого. С Класеном они приняли участие на Итоговом турнире только один матч, заменив Маю и Эрбера после того, как Эрбер не смог продолжать выступления из-за травмы спины и уступив Хенри Континену и Джону Пирсу.

### 2018—2020 (титулы Большого шлема в Австралии в мужских парах и миксте)

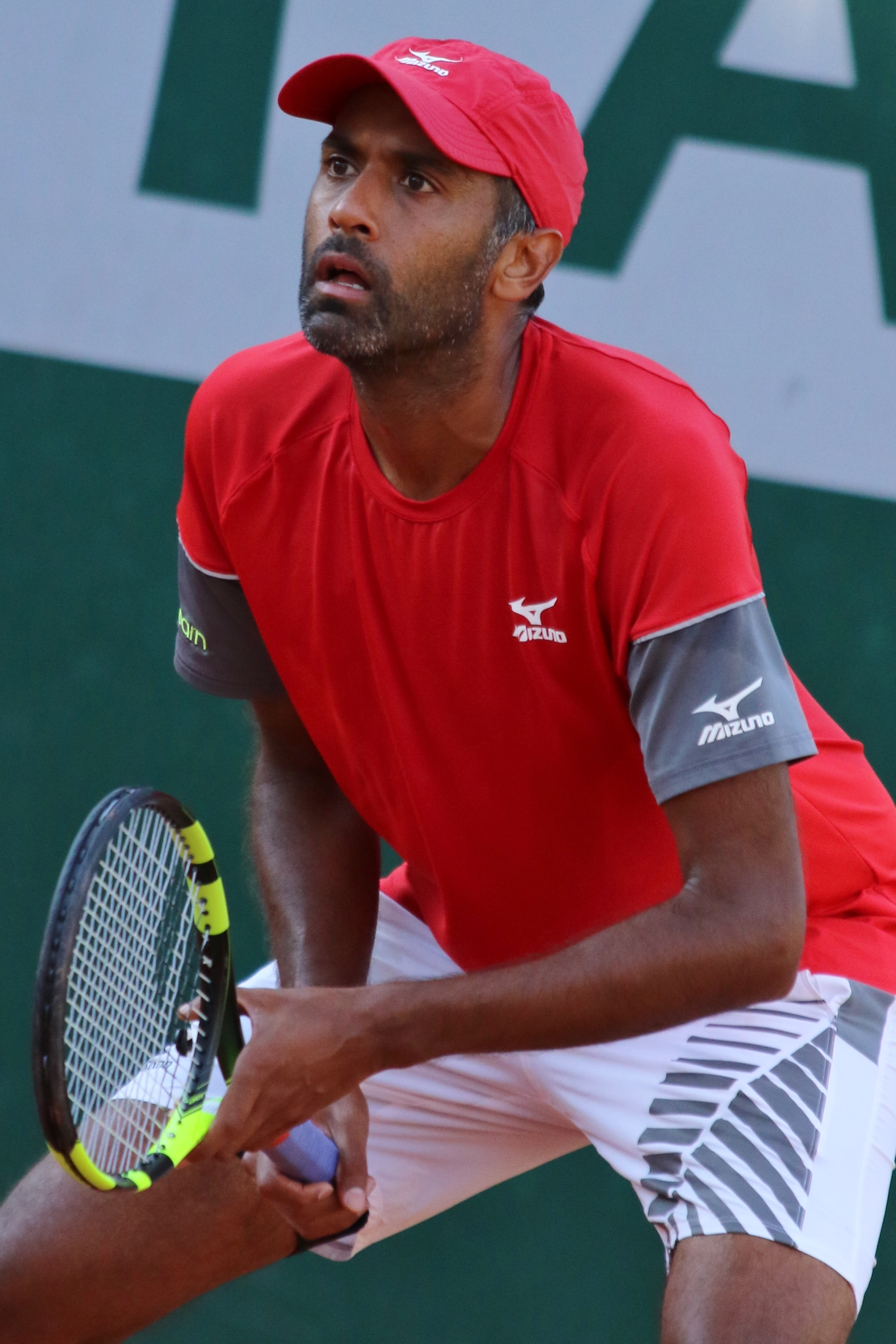
Рам на Ролан Гаррос 2018 года

В период между Открытым чемпионатом Австралии и Уимблдонским турниром 2018 года партнёром Рама был Иван Додиг. Вместе они дважды играли в финалах грунтовых турниров базовой категории, завоевав один титул (в Мюнхене). Остаток сезона американец провёл с разными партнёрами и четыре раза пробивался в финалы, всякий раз — с новым напарником. В октябре он выиграл турнир в Москве с Остином Крайчеком. Наиболее значительным стал успех в последнем для Рама соревновании года — на Мастерс в Париже, где в паре с ним играл Марсель Гранольерс. Им удалось последовательно обыграть пятую, третью и в полуфинале первую (Оливер Марах и Мате Павич) сеянные пары и завоевать второй за карьеру Рама титул на «мастерсах». Хотя из-за частой смены партнёров у Рама не было шансов снова попасть в финальный турнир года, шести финалов, из которых он половину выиграл, хватило для итогового 21-го места в рейтинге. В этом году была также отмечена его благотворительная деятельность: Рам получил награду Pathfinder от Спортивной комиссии Индианы, вручаемую за усилия по улучшению жизни молодёжи.
Сезон 2019 года в мужских парах Рам провёл сезон с британцем Джо Солсбери и на первом совместном турнире в Брисбене они сыграли в финале. На Открытом чемпионате Австралии 2019 года Рам завоевал первый в карьере титул в турнирах Большого шлема. Это произошло в миксте, где его партнёршей была ведущая чешская парница Барбора Крейчикова. В финале посеянная третьей чешско-американская пара обыграла получивших уайлд-кард хозяев корта Астру Шарму и Джона Патрика Смита. В марте Рам и Солсбери взяли титул уровня ATP 500 на турнире в Дубае. Они достигли четвертьфинала в Открытом чемпионате Франции (после победы над 8-й парой турнира Хенри Континен — Джон Пирс), а на трёх остальных турнирах Большого шлема проиграли на один раунд раньше. В июне удалось пройти в финал на траве в Лондоне. На Открытом чемпионате США Рам остался в шаге от решающего матча в миксте, доиграв до полуфинала в команде с Самантой Стосур. Следующий финал Рам и Солсбери сыграли уже в октябре — в Антверпене, а через неделю была одержана победа на турнире в Вене. После победы в Австрии Рам достиг высшей на тот момент в карьере, девятой позиции в рейтинге, но сезон закончил на 24-м месте. На турнире Мастерс в Париже Рам и Солсбери победили первую пару мира Хуан Себастьян Кабаль — Роберт Фара. Этих результатов хватило для выхода в итоговый турнир года, где, однако, пара проиграла две из трёх групповых встреч и в полуфинал не вышла. В 2019 году американо-британский тандем пять раз играл в финалах турниров АТР, в том числе трижды — в турнирах ATP 500, из которых два выиграли.
В начале 2020 года Рам завоевал свой первый титул в турнирах Большого шлема, в паре с Солсбери выиграв Открытый чемпионат Австралии. По пути к титулу им понадобилось обыграть лишь одну пару, занимавшую более высокое место перед началом турнира, — посеянных шестыми Марселя Гранольерса и Орасио Себальоса в третьем круге, а в финале они в двух сетах победили получившую уайлд-кард местную пару Макс Пёрселл и Люк Сэвилл. После этого Рам поднялся в парном рейтинге ATP с 22-й сразу на пятую строчку. Этот титул так и остался для него единственным в сезоне, но в двух остальных турнирах Большого шлема (за вычетом не состоявшегося Уимблдона) американец повторил свои лучшие результаты. На Открытом чемпионате США он дошёл с Солсбери до полуфинала, а на Открытом чемпионате Франции — до четвертьфинала (где они проиграли будущим финалистам Мате Павичу и Бруно Соаресу). Также в полуфинале Рам и Солсбри останавливались в предшествовавшем Открытому чемпионату США Мастерсе в Нью-Йорке (куда он был перенесён из Цинциннати из-за пандемии) и на Итоговом турнире, где участвовали второй год подряд. Итоговая 14-я позиция в сезоне стала повторением личного рекорда Рама.

### 2021—2023 (титулы Большого шлема в Австралии и США, № 1 в парном теннисе)

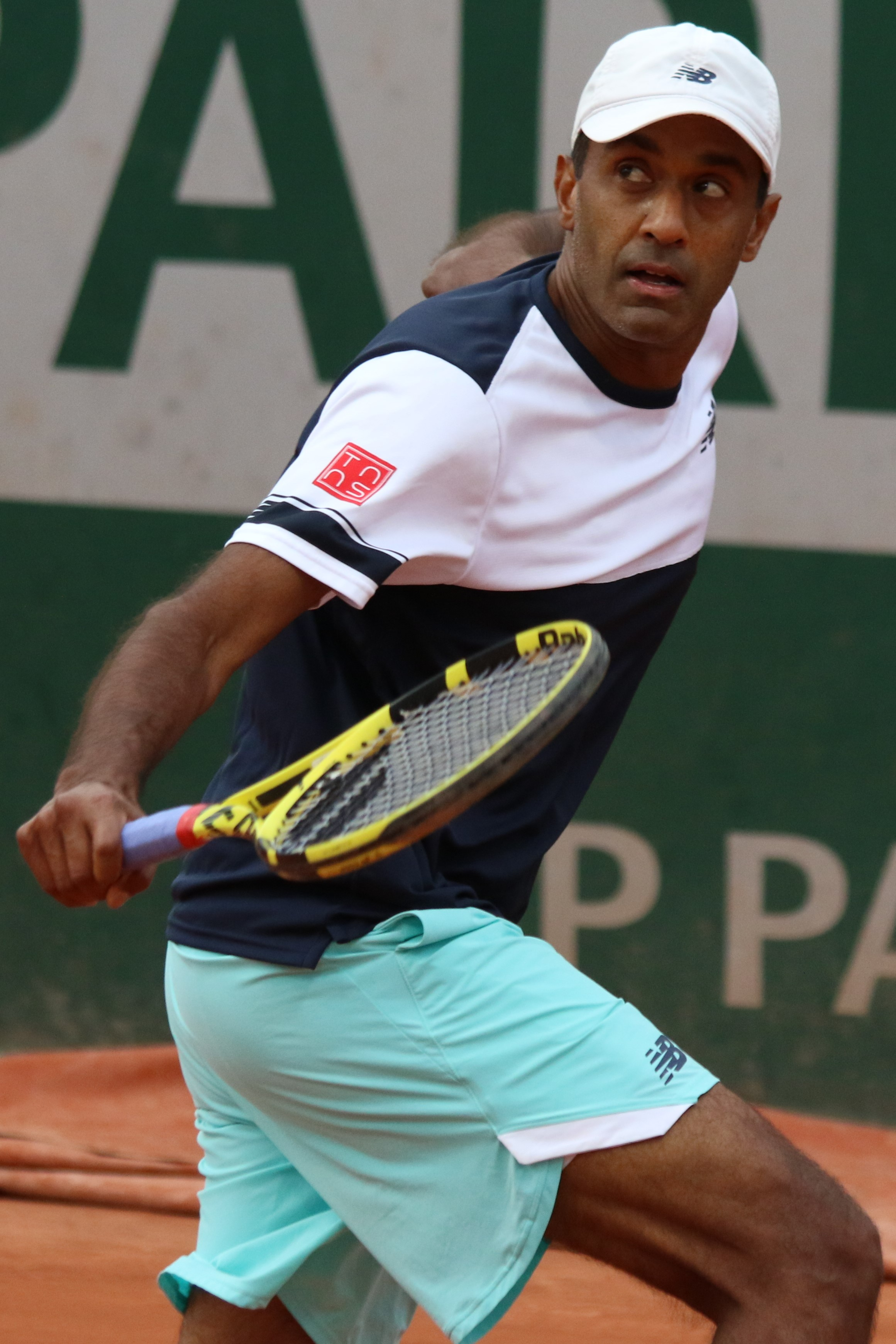
Рам на Ролан Гаррос 2022 года

Сезон 2021 года начал со второй за карьеру победы в Открытом чемпионате Австралии в миксте (как и в 2019 году, в паре с Крейчиковой), обыграв в четвертьфинале третью сеянную пару Габриэла Дабровски/Мате Павич. В мужском парном разряде Рам и Солсбери, посеянные пятыми, дошли до финала, проиграв там девятой паре турнира Иван Додиг/Филип Полашек. На протяжении первой половины сезона продвижение Рама и Солсбери к очередному титулу несколько раз останавливали Павич и Никола Мектич: хорватская пара оказалась сильнее в полуфиналах турнира Мастерс в Майами и Уимблдона и в финалах Мастерса в Риме и турнира в Истборне. На второй в карьере Олимпиаде в Токио Рам сыграл неудачно, выбыв из борьбы во втором раунде в мужских парах (с Фрэнсисом Тиафо) и в первом в миксте (с Бетани Маттек-Сандс). В августе Рам и Солсбери наконец взяли верх над Мектичем и Павичем в финале Мастерса в Торонто, а затем завоевали свой второй совместный титул в турнирах Большого шлема, победив в Открытом чемпионате США. Это позволило Раму вернуться в топ-5, а через неделю дойти до 4-го места парного рейтинга. В осенних турнирах Рам и Солсбери имели один выход в финал в Вене. На Итоговом турнире они выиграли все три матча в группе, а в полуфинале победили Мектича и Павича (4:6, 7:6, 10-4), но в финале уступили французской паре Маю/Эрбер (4:6, 6:7). По итогам сезона Раджив сохранил четвёртое место парного рейтинга. В ноябре Рам в возрасте 37 лет получил первый вызов в сборную США в Кубке Дэвиса, сыграв один матч (с Джеком Соком) в финальном турнире.
На Открытом чемпионате Австралии 2022 года Рам и Солсбери доиграли до полуфинала. В апреле американец стал второй ракеткой мира в парном теннисе и выиграл в альянсе с Солсбери грунтовый Мастерс в Монте-Карло. На «Ролан Гаррос» их результатом стал четвертьфинал, а на Уимблдоне они доиграли до полуфинала, где, как и на Открытом чемпионате Австралии, потерпели поражение от австралийской пары Макс Пёрселл/Мэттью Эбден. В августе Рам и Солсбери набрали форму и выиграли Мастерс в Цинциннати. Затем им удалось защитить титул на Открытом чемпионате США, в третий раз вместе победив в турнире Большого шлема. Имея первый номер посева, в финале они разобрались со вторыми сеянными Уэсли Колхофом и Нилом Скупски. Для Рама это был 25-й титул в основном туре в мужских парах. В сентябре он был заигран в Кубке Дэвиса с Джеком Соком и помог сборной преодолеть групповой этап. 3 октября в 38 лет Рам впервые возглавил мировой парный рейтинг, став 57-м теннисистом в истории тенниса в статусе первой парной ракетки мира. Продержаться на вершине получилось пять недель, и в конце сезона он опустился на третье место. Итоговый турнир Рам и Солсбери провели успешно. На групповом этапе они выиграли все три матча и вышли в полуфинале на Уэсли Колхофа и Нила Скупски, обыграв их со счётом 7:6, 6:4. С таким же результатом в финале были побеждены Никола Мектич и Мате Павич. Таким образом, Рам с третьей попытки выиграл титул в финальном матче Итогового турнира и завершил сезон в ранге третьего в мире.
В 2023 году Рам и Солсбери продолжили сотрудничество, однако на Открытом чемпионате Австралии (куда Рам приехал в статусе первой ракетки мира) проиграли в третьем раунде. 20 февраля Рам, потерявший первую позицию после неудачи в Мельбурне, вновь смог возглавить парный рейтинг. После ряда неудач в турнирах Мастерс они с Солсбери выиграли в мае грунтовый турнир базовой категории в Лионе. В преддверии Открытого чемпионата США пара дошла до финала Открытого чемпионата Канады, а на последнем в году турнире Большого шлема завоевала свой третий титул подряд в этом соревновании и второй за сезон, победив в полуфинале Ивана Додига и Остина Крайчека, а в финале — Мэттью Эбдена и Рохана Бопанну; до них в последний раз мужская пара (Морис Маклафлин и Том Банди) выигрывала чемпионат США в 1912—1914 годах. Третий турнир за сезон выиграли в октябре в Вене, а на Итоговом турнире одержали пять побед подряд, став первой парой с 2017 года, которой удалось защитить титул в этом соревновании.

### 2024—2025
Следующий сезон 2024 года Рам и Солсбери начали с победы в Аделаиде, но этот титул оказался для них единственным за сезон. Второго и последнего финала за год они достигли на Открытом чемпионате Канады, как и за год до этого, не сумев завоевать титул, а в турнирах Большого шлема их лучшим результатом стал четвертьфинал на «Ролан Гаррос», где их остановили итальянцы Симоне Болелли и Андреа Вавассори. На Олимпийских играх в Париже Рам представлял США в паре с Остином Крайчеком. Посеянная четвёртой пара дошла до финала, где после двух сетов, окончившихся тай-брейками, уступила в супертай-брейке со счётом 8-10 несеяным соперникам из Австралии — Мэттью Эбдену и Джону Пирсу. В сентябре, после поражения в третьем круге Открытого чемпионата США, Солсбери объявил, что после шести лет совместных выступлений расстаётся с Рамом и в 2025 году будет играть со своим партнёром по олимпийской сборной Нилом Скупски.
В начале января 2025 года в паре с соотечественником Кристианом Харрисоном вышел в финал турнира ATP 250 в Окленде, но не сыграли его, снявшись с турнира.

## Рейтинг на конец года
| Год  | Одиночный рейтинг | Парный рейтинг |
| 2024 |                   | 30             |
| 2023 |                   | 6              |
| 2022 |                   | 3              |
| 2021 |                   | 4              |
| 2020 |                   | 14             |
| 2019 |                   | 24             |
| 2018 |                   | 21             |
| 2017 | 353               | 22             |
| 2016 | 129               | 14             |
| 2015 | 89                | 36             |
| 2014 | 139               | 53             |
| 2013 | 127               | 78             |
| 2012 | 132               | 44             |
| 2011 | 149               | 45             |
| 2010 | 184               | 67             |
| 2009 | 79                | 39             |
| 2008 | 190               | 68             |
| 2007 | 253               | 65             |
| 2006 | 197               | 122            |
| 2005 | 195               | 113            |
| 2004 | 297               | 133            |
| 2003 | 437               | 448            |
| 2002 | 536               | 541            |
| 2001 | 1 383             | 1 099          |
| 2000 |                   | 1 466          |

## Выступления на турнирах

### Финалы турнировATPв одиночном разряде (3)

#### Победы (2)
| Легенда                                |
| -------------------------------------- |
| Турниры Большого шлема (0+4+2)*        |
| Итоговый турнир ATP (0+2)              |
| Олимпиада (0)                          |
| Мастерс (0+5)                          |
| ATP International Gold / АТР 500 (0+5) |
| ATP International / АТР 250 (2+15)     |

| Титулы по покрытиям | Титулы по месту проведения матчей турнира |
| ------------------- | ----------------------------------------- |
| Хард (0+24+2)*      | Зал (0+9)                                 |
| Грунт (0+3)         | Зал (0+9)                                 |
| Трава (2+4)         | Открытый воздух (2+22+2)                  |
| Ковёр (0)           | Открытый воздух (2+22+2)                  |

* количество побед в одиночном разряде + количество побед в парном разряде + количество побед в миксте.
| №  | Дата         | Турнир           | Покрытие | Соперник в финале | Счёт              |
| 1. | 12 июля 2009 | Ньюпорт, США     | Трава    | Сэм Куэрри        | 6-7(3) 7-5 6-3    |
| 2. | 19 июля 2015 | Ньюпорт, США (2) | Трава    | Иво Карлович      | 7-6(5) 5-7 7-6(2) |

#### Поражение (1)
| №  | Дата            | Турнир          | Покрытие | Соперник в финале | Счёт       |
| 1. | 21 февраля 2016 | Делрей-Бич, США | Хард     | Сэм Куэрри        | 4-6 6-7(6) |

### Финалы челленджеров и фьючерсов в одиночном разряде (18)

#### Победы (9)
| Условные обозначения |
| Челленджеры (7+27)*  |
| Фьючерсы (2+5)       |

| Титулы по покрытиям | Титулы по месту проведения матчей турнира |
| ------------------- | ----------------------------------------- |
| Хард (7+29)*        | Зал (4+9)                                 |
| Грунт (0+1)         | Зал (4+9)                                 |
| Трава (0+1)         | Открытый воздух (5+23)                    |
| Ковёр (2+1)         | Открытый воздух (5+23)                    |

* количество побед в одиночном разряде + количество побед в парном разряде.
| №  | Дата            | Турнир                       | Покрытие    | Соперник в финале   | Счёт                 |
| 1. | 1 декабря 2002  | Лагуна-Нигел, США            | Хард        | Зак Флейшман        | 6-4 6-4              |
| 2. | 29 февраля 2004 | Эдмонтон, Канада             | Хард (зал)  | Хуан Пабло Бжежицки | 3-6 7-5 6-1          |
| 3. | 6 июля 2008     | Уиннетка, США                | Хард        | Сковилл Дженкинс    | 7-5 6-4              |
| 4. | 15 ноября 2009  | Ахен, Германия               | Ковёр (зал) | Дастин Браун        | 7-6(2) 6-7(5) 7-6(2) |
| 5. | 6 ноября 2011   | Эккенталь, Германия          | Ковёр (зал) | Кароль Бек          | 6-4 6-2              |
| 6. | 13 ноября 2011  | Ортизеи, Италия              | Хард (зал)  | Ян Герных           | 7-5 3-6 7-6(6)       |
| 7. | 12 мая 2013     | Риу-Кенти, Бразилия          | Хард        | Андре Гем           | 4-6 6-4 6-3          |
| 8. | 6 апреля 2014   | Леон-де-лос-Альдама, Мексика | Хард        | Сэмюэль Грот        | 6-2 6-2              |
| 9. | 26 апреля 2015  | Гвадалахара, Мексика         | Хард        | Джейсон Джанг       | 6-1 6-2              |

#### Поражения (9)
| №  | Дата            | Турнир                       | Покрытие   | Соперник в финале   | Счёт            |
| 1. | 28 марта 2004   | Литл-Рок, США                | Хард       | Эмин Агаев          | 3-6 6-3 4-6     |
| 2. | 17 июля 2005    | Аптос, США                   | Хард       | Энди Маррей         | 4-6 3-6         |
| 3. | 15 октября 2006 | Сакраменто, США              | Хард       | Пол Голдстейн       | 6-7(5) 6-4 5-7  |
| 4. | 10 августа 2008 | Бингемтон, США               | Хард       | Пауль Капдевиль     | 6-4 3-6 1-6     |
| 5. | 12 апреля 2009  | Батон-Руж, США               | Хард       | Беньямин Беккер     | 2-6 6-3 4-6     |
| 6. | 15 апреля 2012  | Леон-де-лос-Альдама, Мексика | Хард       | Денис Живкович      | 6-7(5) 4-6      |
| 7. | 13 апреля 2013  | Гвадалахара, Мексика         | Хард       | Александр Богомолов | 6-2 3-6 1-6     |
| 8. | 7 февраля 2015  | Даллас, США                  | Хард (зал) | Тим Смычек          | 2-6 1-4 — отказ |
| 9. | 15 ноября 2015  | Ортизеи, Италия              | Хард (зал) | Ричардас Беранкис   | 6-7(3) 4-6      |

### Финалы турниров Большого шлема в парном разряде (5)

#### Победы (4)
| №  | Год  | Турнир                       | Покрытие | Партнёр      | Соперники в финале         | Счёт        |
| 1. | 2020 | Открытый чемпионат Австралии | Хард     | Джо Солсбери | Макс Пёрселл Люк Сэвилл    | 6-4 6-2     |
| 2. | 2021 | Открытый чемпионат США       | Хард     | Джо Солсбери | Джейми Маррей Бруно Соарес | 3-6 6-2 6-2 |
| 3. | 2022 | Открытый чемпионат США (2)   | Хард     | Джо Солсбери | Уэсли Колхоф Нил Скупски   | 7-6(4) 6-5  |
| 4. | 2023 | Открытый чемпионат США (3)   | Хард     | Джо Солсбери | Рохан Бопанна Мэттью Эбден | 2-6 6-3 6-4 |

#### Поражение (1)
| №  | Год  | Турнир                       | Покрытие | Партнёр      | Соперники в финале       | Счёт    |
| 1. | 2021 | Открытый чемпионат Австралии | Хард     | Джо Солсбери | Иван Додиг Филип Полашек | 3-6 4-6 |

### Финалы Итогового турнираATPв парном разряде (4)

#### Победы (2)
| №  | Год  | Турнир        | Покрытие   | Партнёр      | Соперники в финале                 | Счёт       |
| 1. | 2022 | Турин, Италия | Хард (зал) | Джо Солсбери | Никола Мектич Мате Павич           | 7-6(4) 6-4 |
| 2. | 2023 | Турин, Италия | Хард (зал) | Джо Солсбери | Марсель Гранольерс Орасио Себальос | 6-3 6-4    |

#### Поражения (2)
| №  | Год  | Турнир                 | Покрытие   | Партнёр      | Соперники в финале       | Счёт           |
| 1. | 2016 | Лондон, Великобритания | Хард (зал) | Равен Класен | Хенри Континен Джон Пирс | 6-2 1-6 [8-10] |
| 2. | 2021 | Турин, Италия          | Хард (зал) | Джо Солсбери | Николя Маю Пьер-Юг Эрбер | 4-6 6-7(0)     |

### Финалы Олимпийских турниров в парном разряде (1)

#### Поражение (1)
| №  | Дата | Турнир         | Покрытие | Партнёр       | Соперницы в финале     | Счёт                 |
| 1. | 2024 | Париж, Франция | Грунт    | Остин Крайчек | Джон Пирс Мэттью Эбден | 7-6(6) 6-7(1) [8-10] |

### Финалы турнировATPв парном разряде (55)

#### Победы (31)
| №   | Дата             | Турнир                       | Покрытие   | Партнёр              | Соперники в финале                      | Счёт                 |
| 1.  | 11 января 2009   | Ченнаи, Индия                | Хард       | Эрик Буторак         | Станислас Вавринка Жан-Клод Шеррер      | 6-3 6-4              |
| 2.  | 12 июля 2009     | Ньюпорт, США                 | Трава      | Джордан Керр         | Рогир Вассен Михаэль Кольманн           | 6-7(6) 7-6(7) [10-6] |
| 3.  | 4 октября 2009   | Бангкок, Таиланд             | Хард (зал) | Эрик Буторак         | Гильермо Гарсия Лопес Миша Зверев       | 7-6(4) 6-3           |
| 4.  | 25 июля 2010     | Атланта, США                 | Хард       | Скотт Липски         | Рохан Бопанна Кристоф Влиген            | 6-3 6-7(4) [12-10]   |
| 5.  | 13 февраля 2011  | Сан-Хосе, США                | Хард (зал) | Скотт Липски         | Ксавье Малисс Алехандро Фалья           | 6-4 4-6 [10-8]       |
| 6.  | 27 февраля 2011  | Делрей-Бич, США              | Хард       | Скотт Липски         | Кристофер Кас Александр Пейя            | 4-6 6-4 [10-3]       |
| 7.  | 22 сентября 2012 | Санкт-Петербург, Россия      | Хард (зал) | Ненад Зимонич        | Игорь Зеленай Лукаш Лацко               | 6-2 4-6 [10-6]       |
| 8.  | 21 июня 2015     | Халле, Германия              | Трава      | Равен Класен         | Рохан Бопанна Флорин Мерджа             | 7-6(5) 6-2           |
| 9.  | 19 июня 2016     | Халле, Германия (2)          | Трава      | Равен Класен         | Лукаш Кубот Александр Пейя              | 7-6(5) 6-2           |
| 10. | 2 октября 2016   | Чэнду, Китай                 | Хард       | Равен Класен         | Пабло Карреньо Буста Мариуш Фирстенберг | 7-6(2) 7-5           |
| 11. | 26 февраля 2017  | Делрей-Бич, США (2)          | Хард       | Равен Класен         | Максим Мирный Трет Конрад Хьюи          | 7-5 7-5              |
| 12. | 18 марта 2017    | Индиан-Уэлс, США             | Хард       | Равен Класен         | Лукаш Кубот Марсело Мело                | 6-7(1) 6-4 [10-8]    |
| 13. | 23 июля 2017     | Ньюпорт, США (2)             | Трава      | Айсам-уль-Хак Куреши | Мэтт Рид Джон-Патрик Смит               | 6-4 4-6 [10-7]       |
| 14. | 1 октября 2017   | Шэньчжэнь, Китай             | Хард       | Александр Пейя       | Никола Мектич Николас Монро             | 6-3 6-2              |
| 15. | 6 мая 2018       | Мюнхен, Германия             | Грунт      | Иван Додиг           | Никола Мектич Александр Пейя            | 6-3 7-5              |
| 16. | 21 октября 2018  | Москва, Россия               | Хард (зал) | Остин Крайчек        | Максим Мирный Филипп Освальд            | 7-6(4) 6-4           |
| 17. | 4 ноября 2018    | Париж, Франция               | Хард (зал) | Марсель Гранольерс   | Жан-Жюльен Ройер Хория Текэу            | 6-4 6-4              |
| 18. | 2 марта 2019     | Дубай, ОАЭ                   | Хард       | Джо Солсбери         | Бен Маклахлан Ян-Леннард Штруфф         | 7-6(4) 6-3           |
| 19. | 27 октября 2019  | Вена, Австрия                | Хард (зал) | Джо Солсбери         | Лукаш Кубот Марсело Мело                | 6-4 6-7(5) [10-5]    |
| 20. | 2 февраля 2020   | Открытый чемпионат Австралии | Хард       | Джо Солсбери         | Макс Пёрселл Люк Сэвилл                 | 6-4 6-2              |
| 21. | 15 августа 2021  | Торонто, Канада              | Хард       | Джо Солсбери         | Никола Мектич Мате Павич                | 6-3 4-6 [10-3]       |
| 22. | 10 сентября 2021 | Открытый чемпионат США       | Хард       | Джо Солсбери         | Джейми Маррей Бруно Соарес              | 3-6 6-2 6-2          |
| 23. | 17 апреля 2022   | Монте-Карло, Монако          | Грунт      | Джо Солсбери         | Хуан Себастьян Кабаль Роберт Фара       | 6-4 3-6 [10-7]       |
| 24. | 21 августа 2022  | Цинциннати, США              | Хард       | Джо Солсбери         | Майкл Винус Тим Пютц                    | 7-6(4) 7-6(5)        |
| 25. | 9 сентября 2022  | Открытый чемпионат США (2)   | Хард       | Джо Солсбери         | Уэсли Колхоф Нил Скупски                | 7-6(4) 6-5           |
| 26. | 20 ноября 2022   | Итоговый турнир ATP          | Хард (зал) | Джо Солсбери         | Никола Мектич Мате Павич                | 7-6(4) 6-4           |
| 27. | 27 мая 2023      | Лион, Франция                | Грунт      | Джо Солсбери         | Николя Маю Матве Мидделкоп              | 6-0 6-3              |
| 28. | 8 сентября 2023  | Открытый чемпионат США (3)   | Хард       | Джо Солсбери         | Рохан Бопанна Мэттью Эбден              | 2-6 6-3 6-4          |
| 29. | 29 октября 2023  | Вена, Австрия (2)            | Хард (зал) | Джо Солсбери         | Натаниэль Ламмонс Джексон Уитроу        | 6-4 5-7 [12-10]      |
| 30. | 19 ноября 2023   | Итоговый турнир ATP (2)      | Хард (зал) | Джо Солсбери         | Марсель Гранольерс Орасио Себальос      | 6-3 6-4              |
| 31. | 13 января 2024   | Аделаида, Австралия          | Хард       | Джо Солсбери         | Рохан Бопанна Мэттью Эбден              | 7-5 5-7 [11-9]       |

#### Поражения (24)
| №   | Дата             | Турнир                       | Покрытие   | Партнёр           | Соперники в финале                   | Счёт                 |
| 1.  | 28 августа 2005  | Нью-Хэйвен, США              | Хард       | Бобби Рейнольдс   | Мартин Родригес Гастон Этлис         | 4-6 3-6              |
| 2.  | 6 февраля 2011   | Йоханнесбург, ЮАР            | Хард       | Скотт Липски      | Джеймс Серретани Адиль Шамасдин      | 3-6 6-3 [7-10]       |
| 3.  | 13 июля 2014     | Ньюпорт, США                 | Трава      | Йонатан Эрлих     | Крис Гуччоне Ллейтон Хьюитт          | 5-7 4-6              |
| 4.  | 4 октября 2015   | Куала-Лумпур, Малайзия       | Хард (зал) | Равен Класен      | Хенри Континен Трет Хьюи             | 6-7(4) 2-6           |
| 5.  | 2 апреля 2016    | Майами, США                  | Хард       | Равен Класен      | Николя Маю Пьер-Юг Эрбер             | 7-5 1-6 [7-10]       |
| 6.  | 21 мая 2016      | Женева, Швейцария            | Грунт      | Равен Класен      | Стив Джонсон Сэм Куэрри              | 4-6 1-6              |
| 7.  | 9 октября 2016   | Токио, Япония                | Хард       | Равен Класен      | Марсель Гранольерс Марцин Матковский | 2-6 6-7(4)           |
| 8.  | 20 ноября 2016   | Финал Мирового тура ATP      | Хард (зал) | Равен Класен      | Хенри Континен Джон Пирс             | 6-2 1-6 [8-10]       |
| 9.  | 17 июня 2017     | Хертогенбос, Нидерланды      | Трава      | Равен Класен      | Лукаш Кубот Марсело Мело             | 3-6 4-6              |
| 10. | 26 мая 2018      | Женева, Швейцария (2)        | Грунт      | Иван Додиг        | Оливер Марах Мате Павич              | 6-3 6-7(3) [9-11]    |
| 11. | 29 июля 2018     | Атланта, США                 | Хард       | Райан Харрисон    | Николас Монро Джон-Патрик Смит       | 6-3 6-7(5) [8-10]    |
| 12. | 30 сентября 2018 | Шэньчжэнь, Китай             | Хард       | Роберт Линдстедт  | Бен Маклахлан Джо Солсбери           | 6-7(5) 6-7(4)        |
| 13. | 6 января 2019    | Брисбен, Австралия           | Хард       | Джо Солсбери      | Маркус Даниэлл Уэсли Колхоф          | 4-6 6-7(6)           |
| 14. | 23 июня 2019     | Лондон, Великобритания       | Трава      | Джо Солсбери      | Фелисиано Лопес Энди Маррей          | 6-7(6) 7-5 [5-10]    |
| 15. | 20 октября 2019  | Антверпен, Бельгия           | Хард (зал) | Джо Солсбери      | Кевин Кравиц Андреас Мис             | 6-7(1) 3-6           |
| 16. | 21 февраля 2021  | Открытый чемпионат Австралии | Хард       | Джо Солсбери      | Иван Додиг Филип Полашек             | 3-6 4-6              |
| 17. | 16 мая 2021      | Рим, Италия                  | Грунт      | Джо Солсбери      | Никола Мектич Мате Павич             | 4-6 6-7(4)           |
| 18. | 25 июня 2021     | Истборн, Великобритания      | Трава      | Джо Солсбери      | Никола Мектич Мате Павич             | 4-6 3-6              |
| 19. | 31 октября 2021  | Вена, Австрия                | Хард (зал) | Джо Солсбери      | Хуан Себастьян Кабаль Роберт Фара    | 4-6 2-6              |
| 20. | 21 ноября 2021   | Итоговый турнир ATP (2)      | Хард (зал) | Джо Солсбери      | Николя Маю Пьер-Юг Эрбер             | 4-6 6-7(0)           |
| 21. | 13 августа 2023  | Торонто, Канада              | Хард       | Джо Солсбери      | Марсело Аревало Жан-Жюльен Ройер     | 3-6 1-6              |
| 22. | 3 августа 2024   | Олимпиада                    | Грунт      | Остин Крайчек     | Джон Пирс Мэттью Эбден               | 7-6(6) 6-7(1) [8-10] |
| 23. | 12 августа 2024  | Монреаль, Канада (2)         | Хард       | Джо Солсбери      | Марсель Гранольерс Орасио Себальос   | 2-6 6-7(4)           |
| 24. | 11 января 2025   | Окленд, Новая Зеландия       | Хард       | Кристиан Харрисон | Майкл Винус Никола Мектич            | Без игры             |

### Финалы челленджеров и фьючерсов в парном разряде (53)

#### Победы (32)
| №   | Дата             | Турнир                       | Покрытие    | Партнёр          | Соперники в финале                               | Счёт               |
| 1.  | 17 ноября 2002   | Коста-Меса, США              | Хард        | Пракаш Амритрадж | Ричард Блумфилд Дэвид Шервуд                     | 6-2 3-0 — отказ    |
| 2.  | 22 июня 2003     | Чико, США                    | Хард        | Брайан Уилсон    | Лесли Джозеф Дирк Штегман                        | 6-3 6-4            |
| 3.  | 18 января 2004   | Тампа, США                   | Хард        | Брайан Бейкер    | Хантли Монтгомери Трипп Филлипс                  | 6-3 3-6 6-2        |
| 4.  | 22 февраля 2004  | Калгари, Канада              | Хард (зал)  | Райан Сачир      | Райан Хевиленд Кей-Джей Хиппенстил               | 6-7(4) 7-6(7) 6-3  |
| 5.  | 28 марта 2004    | Литл-Рок, США                | Хард        | Райан Сачир      | Габриэль Трухильо Солер Даниэль Хомедес Карбальо | 6-3 6-2            |
| 6.  | 8 августа 2004   | Денвер, США                  | Хард        | Брайан Бейкер    | Джейми Дельгадо Джонатан Маррей                  | 6-2 6-2            |
| 7.  | 21 ноября 2004   | Эрбана, США                  | Хард (зал)  | Брайан Бейкер    | Джастин Гимельстоб Грейдон Оливер                | 7-6(5) 7-6(7)      |
| 8.  | 17 апреля 2005   | Мехико, Мексика              | Хард        | Бобби Рейнольдс  | Рик де Вуст Лукаш Кубот                          | 6-1 6-7(7) 7-6(4)  |
| 9.  | 29 мая 2005      | Пусан, Южная Корея           | Хард        | Пол Голдстейн    | Джастин Гимелстоб Уэсли Муди                     | Без игры           |
| 10. | 12 февраля 2006  | Даллас, США                  | Хард (зал)  | Бобби Рейнольдс  | Душан Вемич Мирко Пехар                          | 6-3 6-4            |
| 11. | 1 октября 2006   | Талса, США                   | Хард        | Бобби Рейнольдс  | Скотт Липски Дэвид Мартин                        | 6-4 6-4            |
| 12. | 19 ноября 2006   | Эрбана, США                  | Хард (зал)  | Рик де Вуст      | Андре Са Брайан Уилсон                           | 6-3 4-6 [10-7]     |
| 13. | 3 декабря 2006   | Мауи, США                    | Хард        | Брайан Уилсон    | Родриго Антонио Грилли Кристофер Лам             | 6-3 6-2            |
| 14. | 20 мая 2007      | Форрест-Хиллз, США           | Грунт       | Бобби Рейнольдс  | Патрик Брайауд Сэм Варбург                       | 6-3 6-4            |
| 15. | 3 июня 2007      | Карсон, США                  | Хард        | Бобби Рейнольдс  | Альберто Фрэнсис Виктор Эстрелья                 | 7-6(8) 6-2         |
| 16. | 22 июля 2007     | Аптос, США                   | Хард        | Бобби Рейнольдс  | Сесил Мамит Джон-Пол Фруттеро                    | 6-7(5) 6-3 [10-7]  |
| 17. | 30 сентября 2007 | Талса, США                   | Хард        | Бобби Рейнольдс  | Александр Богомолов Брайан Уилсон                | 6-4 6-2            |
| 18. | 4 ноября 2007    | Пусан, Южная Корея           | Хард        | Бобби Рейнольдс  | Рик де Вуст Пьер-Людовик Дюкло                   | 6-0 6-2            |
| 19. | 11 ноября 2007   | Нашвилл, США                 | Хард (зал)  | Бобби Рейнольдс  | Эшли Фишер Стивен Хасс                           | 6-7(4) 6-3 [12-10] |
| 20. | 13 апреля 2008   | Умакао, Пуэрто-Рико          | Хард        | Бобби Рейнольдс  | Кевин Ким Лестер Кук                             | 6-3 6-4            |
| 21. | 20 апреля 2008   | Таллахасси, США              | Хард        | Бобби Рейнольдс  | Роберт Кендрик Райан Свитинг                     | Без игры           |
| 22. | 16 ноября 2008   | Эрбана, США                  | Хард (зал)  | Бобби Рейнольдс  | Николя Турт Оливье Шарруа                        | 3-6 6-3 [10-6]     |
| 23. | 8 февраля 2009   | Даллас, США                  | Хард (зал)  | Пракаш Амритрадж | Патрик Брайауд Джейсон Маршалл                   | 6-3 4-6 [10-8]     |
| 24. | 12 апреля 2009   | Батон-Руж, США               | Хард        | Бобби Рейнольдс  | Харш Манкад Скотт Удсема                         | 6-3 6-7(6) [10-3]  |
| 25. | 20 сентября 2009 | Талса, США                   | Хард        | Дэвид Мартин     | Филип Стивенс Эшли Уотлинг                       | 6-2 6-2            |
| 26. | 7 ноября 2010    | Эккенталь, Германия          | Ковёр (зал) | Скотт Липски     | Санчай Ративатана Сончат Ративатана              | 6-7(2) 6-4 [10-4]  |
| 27. | 6 марта 2011     | Даллас, США                  | Хард (зал)  | Скотт Липски     | Дастин Браун Бьорн Фау                           | 7-6(3) 6-4         |
| 28. | 1 мая 2011       | Леон-де-лос-Альдама, Мексика | Хард        | Бобби Рейнольдс  | Андре Бегеман Крис Итон                          | 6-3 6-2            |
| 29. | 5 мая 2013       | Йоханнесбург, ЮАР            | Хард        | Пракаш Амритрадж | Пурав Раджа Дивидж Шаран                         | 7-6(1) 7-6(1)      |
| 30. | 8 июня 2014      | Ноттингем, Великобритания    | Трава       | Крис Гуччоне     | Андре Са Колин Флеминг                           | 6-7(2) 6-2 [11-9]  |
| 31. | 12 апреля 2015   | Леон-де-лос-Альдама, Мексика | Хард        | Остин Крайчек    | Гильермо Дуран Орасио Себальос                   | 6-2 7-5            |
| 32. | 26 апреля 2015   | Гвадалахара, Мексика         | Хард        | Остин Крайчек    | Марсело Демолинер Мигель Анхель Рейес Варела     | 7-5 4-6 [10-6]     |

#### Поражения (21)
| №   | Дата             | Турнир                    | Покрытие    | Партнёр           | Соперники в финале                  | Счёт              |
| 1.  | 21 апреля 2002   | Елкин, США                | Хард        | Брайан Бейкер     | Хантли Монтгомери Трипп Филлипс     | 6-2 4-6 4-6       |
| 2.  | 22 сентября 2002 | Коста-Меса, США           | Хард        | Пракаш Амритрадж  | Джеймс Шорталл Оскар Юханссон       | 6-7(0) 3-6        |
| 3.  | 3 ноября 2002    | Хэммонд, США              | Хард        | Брайан Бейкер     | Хантли Монтгомери Трипп Филлипс     | 3-6 1-6           |
| 4.  | 23 ноября 2003   | Эрбана, США               | Хард (зал)  | Брайан Бейкер     | Тревис Пэрротт Бруно Соарес         | 6-4 4-6 1-6       |
| 5.  | 15 февраля 2004  | Джоплин, США              | Хард (зал)  | Брайан Бейкер     | Лу Яньсюнь Бруно Соарес             | 6-3 1-6 1-6       |
| 6.  | 21 марта 2004    | Пенсакола, США            | Хард        | Райан Сачир       | Коди Конли Райан Ньюпорт            | 3-6 2-6           |
| 7.  | 7 августа 2005   | Ванкувер, Канада          | Хард        | Хантли Монтгомери | Трипп Филлипс Эшли Фишер            | 6-7(6) 6-1 3-6    |
| 8.  | 20 ноября 2005   | Эрбана, США               | Хард (зал)  | Джастин Гимелстоб | Трипп Филлипс Эшли Фишер            | 3-6 7-5 0-6       |
| 9.  | 9 июля 2006      | Уиннетка, США             | Хард        | Сковилл Дженкинс  | Сесил Мамит Эрик Тайно              | 2-6 4-6           |
| 10. | 23 июля 2006     | Аптос, США                | Хард        | Тодд Уидом        | Пракаш Амритрадж Рохан Бопанна      | 6-3 2-6 [6-10]    |
| 11. | 11 февраля 2007  | Даллас, США               | Хард (зал)  | Бобби Рейнольдс   | Эрик Буторак Джейми Маррей          | 4-6 7-6(4) [7-10] |
| 12. | 11 марта 2007    | Киото, Япония             | Ковёр (зал) | Бобби Рейнольдс   | Санчай Ративатана Сончат Ративатана | 4-6 3-6           |
| 13. | 16 сентября 2007 | Новый Орлеан, США         | Хард        | Бобби Рейнольдс   | Кевин Андерсон Райлер Дехарт        | 3-6 2-6           |
| 14. | 14 сентября 2008 | Талса, США                | Хард        | Бобби Рейнольдс   | Эшли Фишер Стивен Хасс              | 6-7(4) 3-6        |
| 15. | 12 октября 2008  | Сакраменто, США           | Хард        | Джон Изнер        | Брайан Баттистоун Дэнн Баттистоун   | 6-1 3-6 [4-10]    |
| 16. | 23 ноября 2008   | Ноксвилл, США             | Хард (зал)  | Бобби Рейнольдс   | Кевин Андерсон Джи-Ди Джонс         | 6-3 0-6 [7-10]    |
| 17. | 3 мая 2009       | Родос, Греция             | Хард        | Бобби Рейнольдс   | Кароль Бек Ярослав Левинский        | 3-6 3-6           |
| 18. | 17 мая 2009      | Измир, Турция             | Хард        | Пракаш Амритрадж  | Харел Леви Йонатан Эрлих            | 3-6 3-6           |
| 19. | 13 октября 2013  | Тибурон, США              | Хард        | Брэдли Клан       | Остин Крайчек Райн Уильямс          | 4-6 1-6           |
| 20. | 7 июня 2015      | Манчестер, Великобритания | Трава       | Равен Класен      | Крис Гуччоне Андре Са               | Без игры          |
| 21. | 16 марта 2025    | Финикс, США               | Хард        | Остин Крайчек     | Марсель Гранольерс Орасио Себальос  | 3-6 6-7(2)        |

### Финалы турниров Большого шлема в смешанном парном разряде (3)

#### Победы (2)
| №  | Год  | Турнир                           | Покрытие | Партнёр            | Соперники в финале           | Счёт       |
| 1. | 2019 | Открытый чемпионат Австралии     | Хард     | Барбора Крейчикова | Астра Шарма Джон-Патрик Смит | 7-6(3) 6-1 |
| 2. | 2021 | Открытый чемпионат Австралии (2) | Хард     | Барбора Крейчикова | Саманта Стосур Мэттью Эбден  | 6-1 6-4    |

#### Поражение (1)
| №  | Год  | Турнир                 | Покрытие | Партнёрша      | Соперники в финале        | Счёт    |
| 1. | 2016 | Открытый чемпионат США | Хард     | Коко Вандевеге | Лаура Зигемунд Мате Павич | 4-6 4-6 |

### Финалы Олимпийских турниров в смешанном парном разряде (1)

#### Поражение (1)
| №  | Год  | Турнир                   | Покрытие | Партнёр       | Соперники в финале           | Счёт              |
| 1. | 2016 | Рио-де-Жанейро, Бразилия | Хард     | Винус Уильямс | Бетани Маттек-Сандс Джек Сок | 7-6(3) 1-6 [7-10] |

## История выступлений на турнирах
По состоянию на 19 августа 2024 года
Для того, чтобы предотвратить неразбериху и удваивание счета, информация в этой таблице корректируется только по окончании турнира или по окончании участия там данного игрока.
| Турнир                       | 2001          | 2002          | 2003          | 2004  | 2005          | 2006          | 2007          | 2008  | 2009          | 2010          | 2011          | 2012  | 2013          | 2014          | 2015          | 2016  | 2017          | 2018          | 2019          | 2020          | 2021  | 2022          | 2023          | 2024  | Итог   | В/П за карьеру |
| ---------------------------- | ------------- | ------------- | ------------- | ----- | ------------- | ------------- | ------------- | ----- | ------------- | ------------- | ------------- | ----- | ------------- | ------------- | ------------- | ----- | ------------- | ------------- | ------------- | ------------- | ----- | ------------- | ------------- | ----- | ------ | -------------- |
| Турниры Большого шлема       |               |               |               |       |               |               |               |       |               |               |               |       |               |               |               |       |               |               |               |               |       |               |               |       |        |                |
| Открытый чемпионат Австралии | -             | -             | -             | -     | -             | 1Р            | -             | 3Р    | 3Р            | 1/4           | 1Р            | 1/4   | 2Р            | 2Р            | 1Р            | 1/4   | 2Р            | 3Р            | 3Р            | П             | Ф     | 1/2           | 3Р            | 3Р    | 1 / 18 | 39-17          |
| Открытый чемпионат Франции   | -             | -             | -             | -     | -             | -             | -             | 3Р    | 1Р            | 1Р            | 1/4           | 3Р    | 1Р            | 1Р            | 1Р            | 2Р    | 2Р            | 2Р            | 1/4           | 1/4           | 2Р    | 1/4           | 3Р            | 1/4   | 0 / 17 | 25-17          |
| Уимблдонский турнир          | -             | -             | -             | -     | -             | К             | 1/4           | 2Р    | 1Р            | 1Р            | 2Р            | 1/4   | 1Р            | 1Р            | 2Р            | 1/2   | 3Р            | 1Р            | 3Р            | НП            | 1/2   | 1/2           | 1Р            | 2Р    | 0 / 17 | 26-17          |
| Открытый чемпионат США       | 1Р            | 1Р            | 1Р            | 2Р    | 1Р            | 1Р            | 1Р            | 2Р    | 2Р            | 2Р            | 1Р            | 2Р    | 3Р            | 1/2           | 3Р            | 2Р    | 1Р            | 1Р            | 3Р            | 1/2           | П     | П             | П             |       | 3 / 23 | 37-20          |
| Итог                         | 0 / 1         | 0 / 1         | 0 / 1         | 0 / 1 | 0 / 1         | 0 / 2         | 0 / 2         | 0 / 4 | 0 / 4         | 0 / 4         | 0 / 4         | 0 / 4 | 0 / 4         | 0 / 4         | 0 / 4         | 0 / 4 | 0 / 4         | 0 / 4         | 0 / 4         | 1 / 3         | 1 / 4 | 1 / 4         | 1 / 4         | 0 / 3 | 4 / 75 |                |
| В/П в сезоне                 | 0-1           | 0-1           | 0-1           | 1-1   | 0-1           | 0-2           | 3-2           | 6-4   | 3-4           | 4-4           | 4-4           | 9-4   | 3-4           | 5-4           | 3-4           | 9-4   | 4-4           | 3-4           | 9-4           | 12-2          | 16-3  | 17-3          | 10-3          | 6-3   |        | 127-71         |
| Итоговые турниры             |               |               |               |       |               |               |               |       |               |               |               |       |               |               |               |       |               |               |               |               |       |               |               |       |        |                |
| Итоговый турнир ATP          | -             | -             | -             | -     | -             | -             | -             | -     | -             | -             | -             | -     | -             | -             | -             | Ф     | Группа        | -             | Группа        | 1/2           | Ф     | П             | П             |       | 2 / 7  | 20-8           |
| Олимпийские игры             |               |               |               |       |               |               |               |       |               |               |               |       |               |               |               |       |               |               |               |               |       |               |               |       |        |                |
| Летняя олимпиада             | Не проводился | Не проводился | Не проводился | -     | Не проводился | Не проводился | Не проводился | -     | Не проводился | Не проводился | Не проводился | -     | Не проводился | Не проводился | Не проводился | 2Р    | Не проводился | Не проводился | Не проводился | Не проводился | 2Р    | Не проводился | Не проводился | 2-е   | 0 / 3  | 6-3            |

| Турнир                       | 2009          | 2010          | 2011          | 2012  | 2013          | 2014          | 2015          | 2016  | 2017          | 2018          | 2019          | 2021  | 2022  | 2024  | Итог   | В/П за карьеру |
| ---------------------------- | ------------- | ------------- | ------------- | ----- | ------------- | ------------- | ------------- | ----- | ------------- | ------------- | ------------- | ----- | ----- | ----- | ------ | -------------- |
| Турниры Большого шлема       |               |               |               |       |               |               |               |       |               |               |               |       |       |       |        |                |
| Открытый чемпионат Австралии | -             | -             | -             | -     | 1Р            | -             | -             | -     | 1Р            | 1Р            | П             | П     | 1/4   | -     | 2 / 6  | 12-4           |
| Открытый чемпионат Франции   | -             | -             | -             | -     | -             | -             | 2Р            | -     | 1/2           | 1Р            | -             | 1/4   | -     | -     | 0 / 4  | 5-4            |
| Уимблдонский турнир          | -             | -             | 3Р            | -     | 2Р            | -             | 1Р            | -     | 2Р            | 2Р            | 1Р            | 3Р    | -     | 2Р    | 0 / 8  | 5-7            |
| Открытый чемпионат США       | 1Р            | 2Р            | 2Р            | 2Р    | -             | 2Р            | -             | Ф     | 1Р            | 2Р            | 1/2           | 1Р    | -     |       | 0 / 10 | 12-9           |
| Итог                         | 0 / 1         | 0 / 1         | 0 / 2         | 0 / 1 | 0 / 2         | 0 / 1         | 0 / 2         | 0 / 1 | 0 / 4         | 0 / 4         | 1 / 3         | 1 / 4 | 0 / 1 | 0 / 1 | 2 / 28 |                |
| В/П в сезоне                 | 0-1           | 1-1           | 3-2           | 1-0   | 1-2           | 1-1           | 1-2           | 4-1   | 3-4           | 1-4           | 8-2           | 7-2   | 2-1   | 1-1   |        | 34-24          |
| Олимпийские игры             |               |               |               |       |               |               |               |       |               |               |               |       |       |       |        |                |
| Летняя олимпиада             | Не проводился | Не проводился | Не проводился | -     | Не проводился | Не проводился | Не проводился | 2-е   | Не проводился | Не проводился | Не проводился | 1Р    | НП    | -     | 0 / 2  | 3-2            |

## История результатов матчей на выигранных турнирах Большого шлема
Открытый чемпионат Австралии-2020 (с Джо Солсбери) (1)
| Стадия  | Соперники (посев)                      | Рейтинг   | Счёт        |
| 1 раунд | Джон-Патрик Смит Дэниел Эванс (Alt)    | 102 / 147 | 6-1 7-6(3)  |
| 2 раунд | Теннис Сандгрен Джексон Уитроу         | 255 / 66  | 6-3 6-3     |
| 3 раунд | Марсель Гранольерс Орасио Себальос (6) | 27 / 4    | 6-4 7-6(11) |
| 1/4     | Хенри Континен Ян-Леннард Штруфф       | 17 / 65   | 6-4 6-4     |
| 1/2     | Александр Бублик Михаил Кукушкин       | 342 / 142 | 4-6 6-3 6-4 |
| Финал   | Макс Парселл Люк Сэвилл (WC)           | 88 / 82   | 6-4 6-2     |

Открытый чемпионат США-2021 (с Джо Солсбери) (2)
| Стадия  | Соперники (посев)              | Рейтинг   | Счёт                  |
| 1 раунд | Квон Сунво Дивидж Шаран (Alt)  | 452 / 81  | 6-3 6-4               |
| 2 раунд | Джон Миллман Тьягу Монтейру    | 222 / 176 | 6-3 6-4               |
| 3 раунд | Рохан Бопанна Иван Додиг (13)  | 48 / 12   | 6-7(4) 6-4 7-6(3)     |
| 1/4     | Макс Парселл Мэттью Эбден      | 42 / 69   | 7-6(7) 6-7(6) 7-6(10) |
| 1/2     | Стив Джонсон Сэм Куэрри (WC)   | 96 / 166  | 7-6(5) 6-4            |
| Финал   | Джейми Маррей Бруно Соарес (7) | 22 / 11   | 3-6 6-2 6-2           |

Открытый чемпионат США-2022 (с Джо Солсбери) (3)
| Стадия  | Соперники (посев)                      | Рейтинг    | Счёт           |
| 1 раунд | Федерико Кориа Кристиан Родригес       | 1 247 / 80 | 6-4 6-4        |
| 2 раунд | Аслан Карацев Люк Сэвилл               | 94 / 93    | 6-4 6-3        |
| 3 раунд | Симоне Болелли Фабио Фоньини (15)      | 29 / 35    | 6-1 7-5        |
| 1/4     | Ян Зелиньский Юго Нис                  | 42 / 54    | 6-4 6-7(3) 6-4 |
| 1/2     | Хуан Себастьян Кабаль Роберт Фара (13) | 30 / 30    | 7-5 4-6 7-6(6) |
| Финал   | Уэсли Колхоф Нил Скупски (7)           | 4 / 3      | 7-6(4) 7-5     |

Открытый чемпионат США-2023 (с Джо Солсбери) (4)
| Стадия  | Соперники (посев)                    | Рейтинг  | Счёт        |
| 1 раунд | Симоне Болелли Андреа Вавассори      | 43 / 41  | 6-3 7-6(2)  |
| 2 раунд | Бен Маклахлан Ёсихито Нисиока        | 84 / 329 | 6-3 7-6(4)  |
| 3 раунд | Маккензи Макдональд Андреас Мис      | 57 / 32  | 6-3 3-6 6-2 |
| 1/4     | Максимо Гонсалес Андрес Мольтени (5) | 12 / 57  | 6-4 6-3     |
| 1/2     | Иван Додиг Остин Крайчек (2)         | 4 / 3    | 7-5 3-6 6-3 |
| Финал   | Рохан Бопанна Мэттью Эбден (6)       | 14 / 11  | 2-6 6-3 6-4 |

Открытый чемпионат Австралии-2019 (с Барборой Крейчиковой) (1)
| Стадия  | Соперники                              | Посев | Счёт           |
| 1 раунд | Тимея Бачински Николя Маю              |       | 1-6 6-2 [10-6] |
| 2 раунд | Ига Свёнтек Лукаш Кубот                | WC    | 6-3 4-6 [10-5] |
| 1/4     | Анна-Лена Грёнефельд Роберт Фара       | 5     | 6-2 7-5        |
| 1/2     | Мария Хосе Мартинес Санчес Нил Скупски |       | 6-0 6-4        |
| Финал   | Астра Шарма Джон-Патрик Смит           | WC    | 7-6(3) 6-1     |

Открытый чемпионат Австралии-2021 (с Барборой Крейчиковой) (2)
| Стадия  | Соперники                       | Посев | Счёт            |
| 1 раунд | Ярослава Шведова Хенри Континен |       | 7-6(6) 7-5      |
| 2 раунд | Эна Сибахара Бен Маклахлан      |       | 6-4 3-6 [13-11] |
| 1/4     | Габриэла Дабровски Мате Павич   | 3     | 7-6(3) 6-3      |
| 1/2     | Сторм Сандерс Марк Полманс      | WC    | 6-3 6-3         |
| Финал   | Саманта Стосур Мэттью Эбден     | WC    | 6-1 6-4         |